# 識汝不識丁
《識汝不識丁》，2016年中國大陸網絡劇，改編自酥油饼的網路小說。

## 劇情
讲述了目不识丁的陶墨在一代才子顾射的帮助下，逐步实现成为一个“好官”的理想。
陶墨本是一不識字的纨绔子弟，因为老父亲的离世，他才知道学会珍惜，为了完成老父的遗愿，他与管家书童一起到丹阳县透過用錢捐官五千两银成为了当地的县官。立志「不做清官做好官，因為清官不一定是好官，但好官一定是清官」的人生觀，但接著捲入的官場複雜門道將挑戰他的意志。

## 演员
- 晏紫东  飾  顧射
- 蒋梓乐  飾  陶墨
- 卢　卓  飾  郝果子
- 刘亦宸  飾  顧小甲
- 孔垂楠  飾  陳文帝
- 李天柱  飾  老陶
- 孙　茜  飾  陳婧
- 吕佳容  飾  連雪衣
- 張皓然  飾  崔炯
- 廖勁鋒  飾  端木回春

## 音乐原声
| 名称         | 演唱 | 谱曲   | 填词         | 备注   |
| 《花开年少》 | 韩磊 | 周星羽 | 陈鹏、季浩然 | 主题曲 |